# Misión de paz
En términos de política internacional, misión de paz se entiende por aquella amparada por la Organización de las Naciones Unidas en la que se establecen medidas preventivas para la salvaguardia de la paz en un país o territorio, o coercitivas para imponerla.
La clasificación establecida en 1992 por la Secretaría General de las Naciones Unidas establece como misiones de paz las siguientes:
- Acción diplomática: en situaciones de alto riesgo, se establece un mecanismo que activa la diplomacia de los países más influyentes en la zona para que, mediante negociación, eviten la declaración de hostilidades.

- Establecimiento de la paz: aquella en la que se trata de que las partes beligerantes se acojan al Capítulo VI de la Carta de las Naciones Unidas.[1]

- Mantenimiento de la paz y la seguridad: que requiere la presencia de fuerzas militares o civiles en la zona en conflicto, con el beneplácito de las partes, y cuyo objetivo es separar a los contendientes y garantizar la ayuda humanitaria.[1]

- Imposición de la paz: al amparo del Capítulo VII de la Carta de las Naciones Unidas, las medidas de imposición de la paz se establecen como la última solución cuando las partes no han aceptado o ha sido imposible alguna de las medidas anteriores. Es establecida por el Consejo de Seguridad de las Naciones Unidas y se utilizan fuerzas armadas bajo bandera de las Naciones Unidas o bien bajo su amparo en un conflicto abierto.[1]

- Consolidación de la paz o construcción de paz: es la reducción del riesgo de recaída en el conflicto armado mediante el refuerzo a todos los niveles de las capacidades nacionales de gestión de discrepancias y mediante el establecimiento de las bases para la convivencia pacífica y el desarrollo.[1]